# Премия имени Г. Саляма
Премия имени Г. Саляма (баш. Ғ. Сәләм исемендәге премия) — премия Башкирской АССР за лучшие произведения литературы, музыки, живописи и исполнительского мастерства. Названа в честь Г. Саляма.

## Описание
В целях поддержки творческой молодёжи республики в 1967 году Башкирский областной комитет ВЛКСМ учредил премию имени Галимова Саляма. Она присуждалась авторам «наиболее значительных по идейно-эстетическим достоинствам произведений литературы, музыки, живописи, исполнительского мастерства». Премия была названа в честь башкирского поэта и публициста Галимова Саляма Галимовича.
С 1967 по 1990 год премия была вручена 50 лауреатам и 5 творческим коллективам. Последний раз премия имени Г. Саляма присуждалась в 1990 году.
В 1995 году данная премия была переименована и стала называться «Государственная республиканская молодёжная премия имени Шайхзады Бабича в области литературы, искусства и архитектуры».

## Лауреаты премии имени Г. Саляма
| Лауреаты                                                                                      | Деятельность                                | Основания |
| --------------------------------------------------------------------------------------------- | ------------------------------------------- | --- |
| 1967 год                                                                                      |                                             | |
| Бикчентаев, Анвер Гадеевич                                                                    | писатель                                    | за повесть «Сколько лет тебе, комиссар?»                                                                         |
| Кащеев, Фёдор Александрович                                                                   | живописец                                   | за работы «Доярки», «На буровой», «Башкирский кумыс»                                                             |
| Муртазина, Шаура Мусовна                                                                      | режиссёр                                    | за постановку спектакля по пьесе Мустая Карима «В ночь лунного затмения»                                         |
| Народный ансамбль танца Дома культуры имени С. Юлаева                                         | хореография                                 | за репертуар 1966—1967 гг.                                                                                       |
| 1968 год                                                                                      |                                             | |
| Галин, Салават Ахметович                                                                      | фольклорист, педагог-методист               | за книгу «Годы и песни»                                                                                          |
| Гиззатуллин Ибрагим Газизуллович                                                              | писатель                                    | за повесть «Перед выходом на большак»                                                                            |
| Игебаев, Абдулхак Хажмухаметович                                                              | поэт                                        | за поэму «Клич Матери-земли»                                                                                     |
| Сабитов, Нариман Гилязетдинович                                                               | композитор, дирижёр                         | за балет «Я люблю тебя, жизнь!»                                                                                  |
| Туйсина, Рашида Гильмутдиновна                                                                | танцовщица                                  | за репертуар 1968 г.                                                                                             |
| 1969 год                                                                                      |                                             | |
| Биккулов Шариф Сагадатуллович                                                                 | писатель                                    | за творчество для детей и юношества                                                                              |
| Мирзагитов Асхат Масгутович                                                                   | драматург                                   | за сборник «Пьесы»                                                                                               |
| Тагирова, Майя Афзаловна                                                                      | актриса                                     | за театрально-исполнительскую деятельность в 1967—1968 гг.                                                       |
| Якубов, Мансур Калтаевич                                                                      | скульптор                                   | за серию работ (керамика и чеканка)                                                                              |
| 1970 год                                                                                      |                                             | |
| Бикбаев Равиль Тухватович                                                                     | поэт, литературовед                         | за книгу «Автобиография»                                                                                         |
| Дильмухаметов Ишмулла Ишкалеевич                                                              | кураист, певец, актёр                       | за концертно-исполнительскую деятельность 1969 года                                                              |
| 1972 год                                                                                      |                                             | |
| Атнабаев Ангам Касимович                                                                      | поэт, драматург                             | за сборник стихов и поэм «Строки моего сердца».                                                                  |
| Народный детский хор «Жаворонок»                                                              | хор                                         | за исполнительское мастерство (репертуар 1971—1972 гг.)                                                          |
| 1974 год                                                                                      |                                             | |
| Саитов Эрнст Миниахметович                                                                    | график, педагог                             | за серию офортов «Башкирия» (1973—1974 гг.)                                                                      |
| Филиппов Александр Павлович                                                                   | поэт, писатель                              | за книгу «Пора тополиных вьюг»                                                                                   |
| 1976 год                                                                                      |                                             | |
| Гилязев Габдулла Габдрахманович                                                               | актёр, режиссёр, педагог                    | за постановку спектакля «Берегите белую птицу»                                                                   |
| Кузнецов, Лев Владимирович (скульптор)                                                        | скульптор                                   | за создание «Памятника героям революции и гражданской войны»                                                     |
| Терентьев Валерий Андрианович                                                                 | актёр                                       | за исполнение главной роли в спектакле «Берегите белую птицу»                                                    |
| Хасанов Рим Махмутович                                                                        | композитор                                  | |
| 1978 год                                                                                      |                                             | |
| Башкирский государственный ансамбль народного танца имени Ф. Гаскарова                        | академический ансамбль                      | за репертуар 1976—1978 гг.                                                                                       |
| Башкирский государственный театр кукол                                                        | театр                                       | за репертуар 1976—1978 гг. (директор Н.М. Аюханов, главный режиссер В.М. Штейн)                                  |
| Низамов Раис Гильмутдинович                                                                   | писатель                                    | за книгу «По следам отца»                                                                                        |
| 1980 год                                                                                      |                                             | |
| Буляков Динис Мударисович                                                                     | писатель                                    | за книги «Самая долгая ночь», «Колокольчик»                                                                      |
| Нурмухаметов Анвар Абубакирович                                                               | актёр, режиссёр                             | за постановку спектаклей «Черноликие» М. Гафури, «Всеми забытый» Н. Хикмета, «Павлик Морозов» В. Губарева        |
| Хакимов Ахияр Хасанович                                                                       | писатель, литературный критик               | за книгу «Мост»                                                                                                  |
| Шнейдерман Михаил Самуилович                                                                  | художник, сценограф                         | за постановку спектаклей «Черноликие» М. Гафури, «Всеми забытый» Н. Хикмета, «Павлик Морозов» В. Губарева        |
| 1982 год                                                                                      |                                             | |
| Еникеев Тан Гумерович                                                                         | сценограф                                   | за оформление спектаклей по произведениям М. Карима «Похищение девушки», «Судьба — не судьба», «Коня диктатору!» |
| Кучуков Раиль Фазылович                                                                       | певец                                       | за плодотворную творческую деятельность в 1980—1982 гг.                                                          |
| Чванов Михаил Андреевич                                                                       | писатель                                    | за книги «Билет в детство» и «Загадки штурмана Альбанова»                                                        |
| 1983 год                                                                                      |                                             | |
| Гареев Радик Арсланович                                                                       | певец, музыкально-общественный деятель      | за исполнительское мастерство                                                                                    |
| 1984 год                                                                                      |                                             | |
| Газизов Роберт Хакимович                                                                      | композитор, музыкально-общественный деятель | за ораторию «Я твой сын, комсомол!» и песенное творчество 1981—1984 гг.                                          |
| Исхаков Вазих Мухаметшинович                                                                  | писатель                                    | за повести «Подснежник — весны предвестник», «Здравствуй, генерал!»                                              |
| Родионов Геннадий Степанович                                                                  | певец                                       | за активную пропаганду песен советских композиторов и большую концертную деятельность в 1982—1984 гг.            |
| 1986 год                                                                                      |                                             | |
| Сафуан Алибай                                                                                 | поэт                                        | за книгу «Вихрь»                                                                                                 |
| Ахияртдинова Роза Аслямовна                                                                   | балетмейстер                                | за большую работу по эстетическому воспитанию молодёжи и школьников                                              |
| Конно-спортивная группа Уфимского государственного цирка под руководством М. С. Султангареева | творческий коллектив                        | за номер «Джигиты Башкирии»                                                                                      |
| 1988 год                                                                                      |                                             | |
| Краснов, Сергей Борисович                                                                     | живописец                                   | за серии работ последних лет                                                                                     |
| Низамутдинов Салават Ахмадиевич                                                               | композитор                                  | за песни последних лет, ораторию «Революция продолжается»                                                        |
| Шеин Пётр Александрович                                                                       | режиссёр                                    | за плодотворную работу с народным театром, постановки последних лет                                              |
| 1990 год                                                                                      |                                             | |
| Аиткулов Азат Миннигалеевич                                                                   | кураист                                     | за большой вклад в развитие музыкальной культуры республики и пропаганду башкирского национального искусства     |
| Даутов, Нур Асгатович                                                                         | композитор                                  | за песенное творчество                                                                                           |
| Газиев Идрис Мударисович                                                                      | певец                                       | за вклад в развитие советского музыкального искусства и высокое исполнительское мастерство                       |
| Искужин Динислам Мустафович                                                                   | хореограф                                   | за активную пропаганду башкирского народного танцевального искусства и высокое исполнительское мастерство        |
| Латыпов-Догадов Владимир Геннадьевич                                                          | актёр                                       | за воплощение на сцене ряда ведущих ролей в постановках последних лет                                            |
| Терегулов, Айрат Рауфович                                                                     | график                                      | за серию графических произведений «Соблазны» и серию «По мотивам произведений А. Платонова»                      |
| Юлдашев Хисматулла Хасанович                                                                  | поэт                                        | за книгу стихов «Ковыль на холмах»                                                                               |